# Nesomys rufus
Espèce
Statut de conservation UICN

 LC  : Préoccupation mineure
Nesomys rufus est une espèce de rongeurs de la famille des Nesomyidae. Il vit à Madagascar.

## Répartition et habitat

Carte de l'aire de distribution de Nesomys rufus